# Diosdado Macapagal
Diosdado Macapagal (28. září 1910, Lubao – 21. dubna 1997, Makati) byl filipínský politik. Stal se devátým prezidentem Filipín, vládl v letech 1961-1965. V letech 1957-1961 byl viceprezidentem.

## Život
Vystudoval práva na Filipínské univerzitě v Manile (Unibersidad ng Pilipinas Maynila) a Katolické univerzitě Santo Tomas (Ang Katolikong Pamantasan ng Pilipinas) tamtéž. Poté se živil jako advokát. Za války se podílel na protijaponském odboji. Po válce se začal věnovat diplomacii, roku 1948 se stal tajemníkem velvyslanectví Filipín ve Washingtonu. Rok poté již vstoupil do politiky, když byl zvolen poslancem. Poslanecký post zastával až do roku 1956. Během této doby byl třikrát filipínským zástupcem ve Valném shromáždění OSN. V roce 1957 vstoupil do Liberální strany (Partido Liberal ng Pilipinas). V letech 1957-1961 byl viceprezidentem, za vlády prezidenta Carlose Garcii. Ve volbách v roce 1961 se však proti Garciovi postavil, když vytvořil koalici liberálních a levicových stran, zejména s programem boje proti korupci. Byl zvolen prezidentem s velkým náskokem.
V prezidentské funkci usiloval zejména o ekonomické reformy. Filipínské peso učinil volně směnitelnou měnou. Umožnil dovoz zboží ze zahraničí. Snažil se omezit daňové úniky, zejména nejbohatších rodin, které každoročně připravily státní pokladnu o miliony pesos. Připravil i pozemkovou reformu, kterou chtěl vyřešit problém komunistických partyzánských skupin na ostrově Luzon. Tato reforma, i jiné podobné, však byly zablokovány ve sněmovně reprezentantů i v senátu, kde dominovala opoziční Nacionalistická strana (Partido Nacionalista). Je znám také tím, že Den nezávislosti, hlavní státní svátek na Filipínách, posunul ze 4. července na 12. červen, aby připomínal vyhlášení první filipínské republiky Emilio Aguinaldem roku 1898. Prosazoval rovněž projekt sjednocení Filipín, Indonésie a Malajsie do jednoho státního celku, ale po sporech mezi Indonésií a nově vznikající Malajsií projekt padl. Tím dosti utrpěl i kredit Macapagala. V prezidentských volbách v roce 1965 byl poražen Ferdinandem Marcosem, který pak vládl dalších 21 let.
Z politiky se však Macapagal nestáhl. V roce 1972 předsedal ústavodárnému shromáždění, které připravilo novou ústavu, jež vešla v platnost roku 1973, nicméně způsob, jakým byla ústava ratifikována a upravena, Macapagala později vedl ke zpochybnění její legitimity. V roce 1979 založil Národní osvobozeneckou unii jako opoziční stranu proti Marcosovu režimu.
Jeho dcera Gloria Macapagal-Arroyová se stala rovněž političkou a byla také zvolena prezidentkou Filipín, v úřadě působila v letech 2001-2010.